# Чугунов, Сергей Александрович (художник)
Сергей Александрович Чугунов (1901, Санкт-Петербург — 1942, Ленинград) — советский художник, живописец и художник-оформитель, член общества «Круг художников» и его секретарь в 1926—1931 годах.

## Биография
С. А. Чугунов родился в Санкт-Петербурге в семье служащего. В 1918 году окончил семь классов гимназии имени Петра Великого. Учился в Рисовальной школе ВОПХ (1918), Институте гражданских инженеров (1918—1919), учёбу в котором пришлось оставить по материальным соображениям. Чугунов начал работать в Петроградском отделении театров и зрелищ, работал на постройке театральных зданий художником-десятником.
В мае 1920 года был принят в ПГСХУМ в мастерскую В. И. Шухаева, учёба продолжалась около двух месяцев, так как в июне этого же года был призван в Красную Армию. По состоянию здоровья ему была присвоена категория вневойсковика, и службу Чугунов проходил в качестве художника во втором запасном инженерном батальоне. С апреля 1921 года снова учился в ПГСХУМ (позднее — ВХУТЕИН) у О. Э. Браза. Все годы учёбы испытывал материальные трудности, так как на его иждивении находились мать и сестра, однако учился успешно. Окончил курс в 1925 году со званием художника живописи (картина «Две фигуры на берегу»).
На одном курсе с Чугуновым учились В. Пакулин, А. Пахомов, Т. Купервассер (Русакова), Я. Шур, М. Вербов, Т. Гернет. Чтобы не потерять связь друг с другом, бывшие однокурсники решили образовать художественное объединение. В 1926 году был создан «Круг художников», и Чугунов стал секретарём общества. С этого же года Чугунов — член профессионального Союза работников искусств. В 1931 году оставил «Круг художников», вступил в общество «Октябрь». После образования ЛОССХ стал его членом.
Принимал участие в выставках «Круга художников», юбилейных выставках к 10-й и 15-й годовщинам Октябрьской революции (Ленинград-Москва), отчётных выставках по результатам командировок по стране. Работал художником-оформителем, выполнял разовые работы в Горкоме ИЗО.
В 1934 году поступил на Курсы повышения квалификации художников при Всероссийской Академии художеств. В том же году по заказу Ленсовета выполнил картину «Комсомол на заводе имени товарища Сталина», экспонировавшуюся на Первой выставке ленинградских художников (1935). Картина была приобретена Государственным Русским музеем. В 1935 году с группой художников под руководством А. Самохвалова работал над панно «Хлопок» для Всесоюзной сельскохозяйственной выставки (Москва).
С. А. Чугунов умер во время блокады Ленинграда, в 1942 году.